# Izates I. (Adiabene)
Izates I. († 15/30 n. Chr.) war Anfang des ersten Jahrhunderts nach Chr. König von Adiabene, einem assyrischen Königreich in Mesopotamien und wurde zum Stammvater einer dort bis 116 nach Chr. regierenden Dynastie.

## Herkunft
Über die Herkunft von Izates I. sind keine näheren Angaben bekannt. Er dürfte einer lokalen assyrischen Dynastie entstammen, die unter Vorherrschaft des Partherreiches als deren Vasallen regierten. Schriftlich erwähnt wird erst Izates I., der im letzten Drittel des ersten Jahrhunderts vor Chr. Herrscher des kleinen mesopotamischen Königreiches Adiabene war.

## Leben
Izates I., der etwa um die Mitte des 1. Jahrhunderts v. Chr. geboren wurde, lebte in einer Zeit heftiger Kämpfe zwischen den regional rivalisierenden Großmächten, dem Römischen Reich einerseits und dem Partherreich andererseits. Seit der Eingliederung der Reste des Seleukidenreiches in das Römische Reich als Provinz Syria unter Gnaeus Pompeius Magnus im Jahr 63 v. Chr. kam es wiederholt zu Konfrontationen der beiden Rivalen. So etwa in der Schlacht bei Carrhae, in der die Römer 53 v. Chr. von den Parthern geschlagen wurden, 40/39 v. Chr., als die Parther in Kleinasien besiegt wurden, oder 36 v. Chr., als der Partherfeldzug des Marcus Antonius scheiterte. Erst unter Kaiser Augustus kam es ab 20 v. Chr. zu einer Entspannung der Beziehungen.
Ein anderer Umstand, der die Unabhängigkeitsbestrebungen des Izates erleichterte, waren interne Machtkämpfe im Partherreich. So gelang es dem Usurpator Tiridates II. zwischen 30 v. Chr. und 25 v. Chr., Teile des Reiches mit wechselndem Erfolg zu beherrschen: Zunächst konnte er um 32 v. Chr. den regierenden König der Parther, Phraates IV. besiegen; er wurde jedoch bald darauf von Phraates IV. mit Hilfe skytischer Truppen besiegt und musste nach Syrien fliehen. Später konnte er jedoch mit Hilfe römischer Truppen Teile von Mesopotamien erobern und ließ 26 v. Chr. Münzen mit seinem Abbild als „Arsaces Philoromaios“ (Arsaces der Römerfreund) prägen. Schließlich wurde er von Phraates IV. besiegt und floh zu Kaiser Augustus nach Spanien.
Izates gelang es dank dieser Umstände, im letzten Drittel des ersten vorchristlichen Jahrhunderts die bisher vom Partherreich abhängige Provinz Adiabene zu einem unabhängigen Staat und sich selbst zu dessen König zu machen.
Dieses Königreich – ein später Nachfolger eines unabhängigen assyrischen Königreiches – lag in Mesopotamien zwischen den Flüssen Lycus (Großer Zab) und Caprus (Kleiner Zab), die Teil des Flusssystems des Schatt al-Arab im heutigen Irak sind. Nach dem römischen Historiker Ammianus Marcellinus († ca. 395) gehörten zum Königreich Adiabene unter anderem auch die Städte Ninive (am Tigris, im heutigen Irak), Gaugamela (nördlich von Ninive im heutigen Irak), aber auch Ekbatana (die alte Hauptstadt des Mederreiches und Residenz der persischen Großkönige im Achämenidenreich – heute Hamadan im Iran).
Adiabene war kulturell, sprachlich (aramäische Sprache) und auch politisch Teil von Assyrien. Auch nach dem Fall Ninives blieb es unter dem Perserreich der Achämeniden, unter dem Seleukidenreich und als Teil des Partherreiches mit Assyrien verbunden.
Izates machte die Stadt Arbela zu seiner Hauptstadt. Diese war eine der ältesten ständig besiedelten Städte der Welt, da sie bereits in der Ur-III-Zeit (um 2000 v. Chr.) existierte und später als „Urbilium“ bekannt war. Heute ist dies die Stadt Erbil, die Hauptstadt der Autonomen Region Kurdistan im Norden des Irak.

## Ehe und Nachkommen
Izates I. König von Adiabene war vermutlich mit mehreren – namentlich nicht bekannten – Frauen verheiratet.
Kinder:
Izates hinterließ zumindest zwei Kinder:
- Monobazos I., König von Adiabene, (* c. 25 v. Chr.; † 35 n. Chr.)

oo Helene von Adiabene, seine (Halb-?) Schwester
Vermutlich aus anderer Ehe:
- Helene von Adiabene (* c. 15 v. Chr.; † 60 n. Chr.)

oo Monobazos I., König von Adiabene, ihren (Halb?-) Bruder
Enkel:
Aus der Ehe von König Monobazos I. und der Helene von Adiabene stammen laut Settipani zumindest zwei Söhne:
- Izates II. König von Adiabene (36–60 n. Chr.), (* ca. 5 v. Chr.; † 60 n. Chr.)

oo Symacho, Prinzessin von Charakene (* ca. 5 n. Chr.), Tochter von Abinergaos I. König der Charakene.
- Monobazos II., König von Adiabene (60–66 n. Chr.), (* 1/5 n. Chr.; † n. 66 n. Chr.)